# 艾拉·林根斯
艾拉·林根斯（德語：Ella Lingens-Reiner，1908年11月18日—2002年12月30日）是一名奧地利醫生，在二戰期間，她與丈夫庫特·林根斯（Kurt Lingens）與卡爾·莫特西茨基（奧地利醫學院學生）一起在自己家中收容了多名猶太人。1942年，她和她丈夫以及卡爾·莫特西茨基被蓋世太保逮捕，她和卡爾·莫特西茨基被送到送到奧斯維辛集中營，之後被送往達豪集中營，卡爾·莫特西茨基於1943年死於奧斯維辛集中營（1980年1月，他被以色列追授以“國際義人”榮譽）。她的丈夫則被納粹當局送到東部前綫。艾拉·林根斯在戰爭中幸存下來，並成為“奧斯維辛集中營獄友會（德文：Österreichische Lagergemeinschaft Auschwitz）”主席。

## 早年生活
林根斯於1908年11月18日出生在維也納，曾在維也納大學攻讀醫學，並擁有法律博士學位。1938年3月，她與庫特·林根斯醫師結婚，庫特·林根斯是一名堅定的反納粹人士。一年之後，他們有了兒子彼得·邁克爾·林根斯。在奧地利內戰期間，隨著左翼政黨的“奥地利社會民主黨”倒向右翼政黨“奧地利祖國陣綫”，艾拉·林根斯加入到了凱瑟·萊希特所領導的抵抗鬥士組織。在此之前，她曾作爲奥地利社會民主黨的成員，在維也納社會民主黨管理部門做法律諮詢中心工作。

## 二戰期間
1938年，納粹吞并奧地利之後，艾拉·林根斯積極參與援助猶太人的工作，她曾將10名猶太人藏匿於自己的家中。1939年，她結識了在維也納大學攻讀醫學的反納粹人士的卡爾·馮·莫特西茨基男爵，並成爲了好友，並經常被邀請到男爵在維也納郊區的後布呂爾的家中做客，在納粹佔領期間，莫特西茨基男爵在這裡接待了許多反納粹抵抗組織成員和猶太人。在1941年至1942年的數月期間，林根斯將以爲名叫“艾麗卡·費爾登”（Erika Felden）的猶太婦女藏匿於此，他們從一對負責食品配給卡的已婚夫婦那裡為艾麗卡·費爾登取得了身份卡。當 艾麗卡·費爾登患上腸胃病時，林根斯夫婦的管家將身份證借給艾麗卡·費爾登，讓她以假名接受治療。在這段期間，林根斯夫婦協助其他猶太朋友，將他們的公寓當作避難所，存放貴重物品，並利用他們的關係幫助朋友逃離蓋世太保的追捕。
1942 年，一位躲藏在克拉科夫的猶太朋友亞歷克斯·魏斯伯格·西布斯基（Alex Weissberg-Cybulski）希望林根斯夫婦協助他和一些朋友去往匈牙利。於是，林根斯夫婦找到了一位名叫魯道夫·克林格（Rudolf Klinger）的熟人協助他們，而這位熟人則願意陪伴魏斯伯格·西布斯基前往邊境。接著以同樣的方式，將一些猶太人從波蘭轉移到了匈牙利。然而，在這個救援組織當中，有一個為蓋世太保充當眼綫的名叫“克林格”（Klinger）的猶太前舞臺演員混入其中，最終，他將全部的救援組織的信息報告給了蓋世太保。1942年10月13日，林根斯夫婦與卡爾·馮·莫特西茨基男爵遭到逮捕。作爲懲罰，她的丈夫庫特作爲士兵被送往東部戰綫，而她本人和莫特西茨基男爵以窩藏猶太人的罪名被送往奧斯維辛集中營。

### 入獄期間
1943年2月，艾拉·林根斯被投入奧斯維辛集中營之後，她的囚犯編號為：“36,088”。由於她是醫生出身，她很快成爲了集中營内醫院的醫生。在集中營的這個險惡環境中，她繼續拯救許多集中營囚犯的生命，她將最危險的囚犯病情用巧妙地方式掩蓋藏起來，以免被挑選執行死刑。後來，她在回憶錄《恐懼的囚犯》（Prisoners of Fear）中這樣描述道：“我們把面臨危險的婦女藏在小屋里的某個地方，因爲黨衛軍會命令從醫院檔案的索引卡上叫出她們的名字。我們會把她們偷偷送到“雅利安人”的小屋里，或者已經篩選完畢的小屋里--—他們會在所有這些小屋里進行第二次檢查。然後，我們把她們的名字寫在要出院的病人名單上，再把她們的索引卡送到辦理出院手續的辦公室，因爲，集中營方面禁止在挑選日從院子裡放出任何病人。”
1943年8月，她在醫院染上了斑疹傷寒，但是奇跡般地生還了下來。即便是在這樣的艱難環境中，她依然履行著自己的作爲醫生的職責，每天工作將近12個小時。1944年12月，她被轉送到了達豪集中營“愛克發公司”下屬的“愛克發·康曼多”的囚犯工廠，成爲工廠内的醫生。對艾拉·林根斯來説，這裏的條件要比奧斯維辛集中營略好一些。1945年1月，由於集中營持續數周食物緊缺，導致女工挨餓，集中營内的的荷蘭婦女開始罷工。在事後的監獄方面的調查過程中，艾拉·林根斯被指控煽動罷工，她差點被送上法庭，如果罪名成立，她就會被處死。在這之後，她的處境每況愈下。2月中旬，她從囚犯工廠被轉囘到了達豪集中營的囚犯營區。她自己在回憶錄中寫道：她之所以能夠生存下來，主要是因爲是“雅利安人”、“德國人”以及專業醫生的原因而最終熬過了戰爭時期。

## 戰後
1945年艾拉·林根斯從達豪獲釋後，回到了維也納。她和丈夫於1947年離婚。在完成了維也納大學的學業之後，她在多家診所和醫療部門工作，並任奧地利聯邦政府衛生與環境保護部的部長顧問。在大部分空餘時間期間，她將納粹主義的恐怖和集中營的經歷介紹給了公衆。 1948年，她出版了一本關於她在集中營被囚禁時期的回憶錄，名為《恐懼的囚犯》（Prisoners of Fear），描述了集中營中的許多恐怖景象，以及在那種艱難惡劣的環境中依然能發現人性的閃光時刻。1964年3月初，艾拉·林根斯在戰後追究納粹犯罪的“法蘭克福奧斯維辛審判”中作爲證人出庭作證。此外，她長期擔任“奧斯維辛集中營獄友會（德文：Österreichische Lagergemeinschaft Auschwitz）”的主席。
1980年1月，她被以色列授予“國際義人”的榮譽獎。
2002年12月30日，艾拉·林根斯在維也納逝世，享年94歲。她去世之後，下葬於維也納中央公墓。

## 紀念
作爲對艾拉·林根斯的紀念，奧地利和德國的地方政府分別以她的名字命名在各建築、街道、廣場、中學。
- 1997年，維也納新落成的一座市政大樓以“艾拉·林根斯大樓”命名；
- 2006年，位於維也納市弗洛里茨多夫區的一所中學改名爲“艾拉·林根斯中學”；
- 2012年，維也納市政當局將多瑙城區的一條街命名爲“艾拉·林根斯街”；
- 2016年，慕尼黑市政當局將慕尼黑吉辛區（英语：Giesing）的一個廣場命名爲“艾拉·林根斯廣場”。